# Garciaz
Garciaz (extremadurai nyelven Garciás) település Spanyolországban, Cáceres tartományban. Garciaz Madroñera, Aldeacentenera, Berzocana, Logrosán, Zorita, Conquista de la Sierra és Herguijuela községekkel határos. Lakosainak száma 664 fő (2024).

## Népesség
A település népessége az elmúlt években az alábbi módon változott:
| Lakosok száma | 1019 | 926  | 902  | 851  | 823  | 801  | 773  | 709  | 700  | 664  |
|               | 2001 | 2004 | 2006 | 2009 | 2011 | 2014 | 2016 | 2019 | 2021 | 2024 |